# Jan Saudek
Ne doit pas être confondu avec Josef Sudek.
Pour les articles homonymes, voir Saudek.
Jan Saudek est un photographe tchèque né le 13 mai 1935 à Prague, alors en Tchécoslovaquie.

## Biographie
Le père de Jan était juif et sa famille a été persécutée par les nazis. La plupart des membres de sa famille sont morts au camp de Theresienstadt mais son frère Kája a survécu, devenant pour sa part l'auteur de bande dessinée le plus célèbre de son pays. 
Après la guerre il commence à travailler chez un imprimeur en 1950, et après son service militaire il se consacre à la photographie. 
En 1969 il voyage aux États-Unis et est encouragé dans son travail par Hugh Edwards.

## Style & approche
Bien que l'art de Jan Saudek soit assez unique en son genre, il est empreint de certaines influences dont l'une des plus importantes est celle d'Alfons Mucha (1860-1939), qui fut le premier à utiliser la photographie comme esquisse pour ses affiches, tableaux et dessins. Cette photographie deviendra, beaucoup plus tard, un mode d'expression artistique autonome, notamment en la personne. 
Jan Saudek a aussi beaucoup d'affinités en matière artistique avec un grand maître de la photographie : Frantisek Drtikol. Tous deux ont l'obsession du nu féminin.
La photographie de Jan Saudek est pleine d'adolescents couchés dans des poses d'abandon, de jeunes pères tenant leurs bébés sur leur torse. Et surtout, de femmes opulentes, rondes, charnelles.
Les modèles sont maquillés, costumés, arrangés, et les vêtements sont choisis hors de tout contexte. Les personnages sont souvent habillés sur une photo, et déshabillés sur une autre. C'est principalement ce thème qui revient dans les photographies de Jan Saudek : l'opposition entre le nu et le vêtu. Saudek photographie également des femmes habillées (rondes) dans des scènes de la vie courante, et ensuite dans les mêmes poses, mais nues.
Ses photographies sont coloriées à la main, utilisant généralement l'aérographe ou des encres azurées : il accentue le maquillage de ses modèles, fait ressortir tel ou tel trait physique, par exemple les veines qu'il colorie en vert. Ces couleurs accentuent l'aspect artificiel de ses photographies.
Il vivait dans un studio au sous-sol d'un bâtiment, studio qui possédait une fenêtre dont il s'inspirait beaucoup.
Le deuxième album du chanteur auteur-compositeur canadien Daniel Lanois, For the Beauty of Wynona contient une photographie de Saudek sur la jaquette.

## Expositions

### Expositions collectives
- 2014 : Le corps masculin, avec des photographies de Andy Warhol, Herb Ritts, George Platt Lynes, Arno Rafael Minkkinen, Arthur Tress, Raymond Voinquel, Lucien Clergue, Jan Saudek, Malick Sidibé, Joel-Peter Witkin, le baron Wilhelm von Gloeden, etc ... dans le cadre du Mois de la photo 2014, du 1er novembre au 13 décembre 2014, Galerie David Guiraud, Paris